# Rilievo sardo-corso
Il rilievo sardo-corso o Sistema sardo-corso è un sistema montuoso formato dai monti della Sardegna e della Corsica, distinto sia dalle Alpi sia dagli Appennini. (in corso rilievu sardu-corsu, in sardo rilievu sardu-corsicanu)

## Rilievo sardo

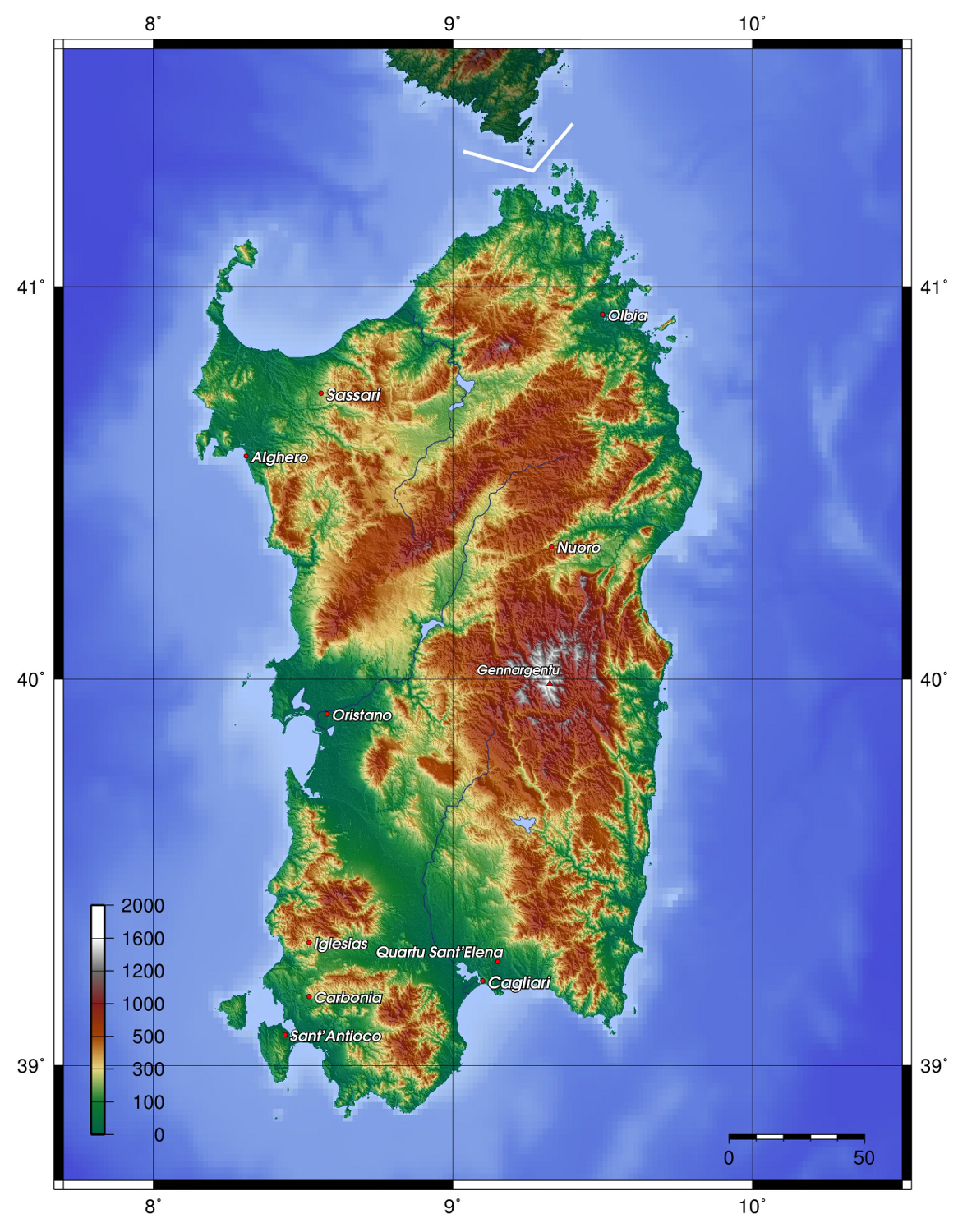
Carta fisica della Sardegna.

Nella Sardegna i monti non formano una sola catena e sono disposti in gruppi divisi fra loro da bassopiani ed altopiani. La gran parte dei gruppi montuosi è situata nella parte orientale dell'isola, pertanto forma da questo lato un versante stretto e ripidissimo, mentre il versante occidentale risulta molto largo e caratterizzato da una dolce pendenza.
Partendo da settentrione si incontrano i seguenti gruppi:
- Monti della Gallura, che culminano con il monte Limbara (1.362 metri) ed ai quali si collegano i monti di Aggius, poco più a nord. Il fiume Coghinas separa i monti della Gallura (sulla riva destra) dai monti dell'Anglona (sulla riva sinistra) separati a loro volta, dal rio Porto Torres, dai monti del Logudoro (la cui cima maggiore è rappresentata dal monte Santo, con i suoi 733 metri) e dai monti della Nurra, posti oltre la piana di Alghero.

- Tra il Temo ed il Tirso, sorge il gruppo vulcanico del monte Ferru, che ha molta somiglianza con i Colli Albani del Lazio, e che è collegato dalla catena del Marghine ai monti di Alà ed all'altopiano di Bitti (832 metri).

- Monti della Barbagia con il massiccio del Gennargentu, che costituisce il principale nodo orografico della Sardegna. Quest'ultimo è un vero e proprio acrocoro, sul quale si eleva la vetta più alta dell'isola: punta La Marmora (1.834 metri). È solcata anche da lunghe valli percorse da corsi d'acqua, nelle quali sono stati alcuni creati laghi artificiali di notevole importanza. Tra il Gennargentu, il fiume Flumendosa ed il mare, sorgono i monti dell'Ogliastra e, tra il Flumendosa, il Tirso ed il Flumini Mannu, i monti del Sarcidano, i quali formano più a sud il monte Serpeddì ed il massiccio dei Sette Fratelli che si spinge fino a capo Carbonara.

- Nella zona sud occidentale si trovano i monti dell'Iglesiente e di Capoterra. Sono monti ricchi di metalli e di carbone. Le cime più alte sono il monte Linas (1.236 metri), l'unico di questa zona a superare i 1.200 metri, ed il monte Nieddu (970 metri). Questi monti sono separati dagli altri monti sardi da una larga pianura, posta ad un'altitudine di 80 metri, il Campidano, che si estende da Oristano a Cagliari con una larghezza massima di 41 km.

## Rilievo corso

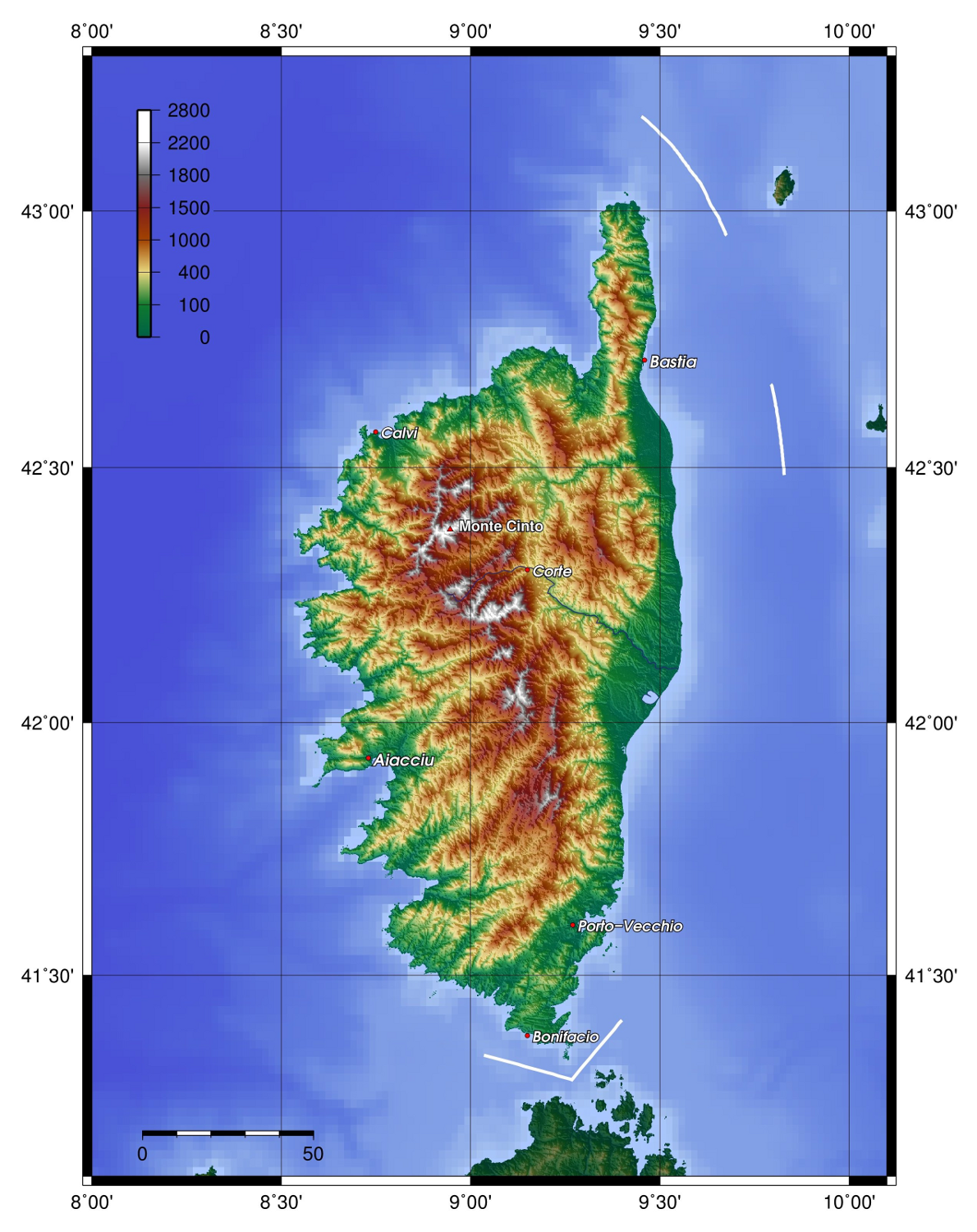
Carta fisica della Corsica.

La Corsica è percorsa da due gruppi di monti che procedono con profilo contorto, ma netto e rilevato, da capo Corso a nord, fino al capo Pertusato a sud, di fronte alle bocche di Bonifacio. Il gruppo orientale è detto "Banda di dentro" e quello occidentale "Banda di fuori". Mentre in linea retta questi due punti estremi dell'isola distano 184 km, la linea di vetta si svolge per circa 270 km.
La Banda di dentro (in corso Cismonte, in francese En-Deçà-des-Monts) si estende a nord-est di una linea comprendente Galéria e Solaro , da Filosorma a Fiumorbo  ; è drenato dalle ampie vallate del Golo e del Tavignano e presenta le cime più alte dell'isola tra cui il Monte Cinto (2.706  m - punto più alto dell'isola). La Banda di dentro coincide quasi con il dipartimento dell'Alta Corsica.
La Banda di fuori (in corso Pumonti, in francese Au-Delà-des-Monts) si estende a sud-ovest di una linea comprendente Girolata e Sari-Solenzara , da Deux-Sevi a Freto  ; è formato essenzialmente da numerose strette valli parallele orientate da ovest a est e culmina alla Maniccia (2.496  m ) in località Deux-Sorru . La Banda di fuori coincide quasi con il dipartimento della Corsica del Sud.
Partendo da capo Corso, la catena principale della Serra forma l'ossatura della penisola, quindi si deprime fino al colle di Teghime (540 metri) e, tra il quest'ultimo e la valle dell'Ostriconi, sorge il gruppo del monte Asto (1.533 metri).
La catena principale ricomincia ad ovest dell'Ostriconi e s'innalza con il monte Padro (2.396 metri) e finalmente con il monte Cinto (2.710 metri) che è il più alto dell'isola.
Proseguendo verso sud si incontrano ancora delle notevoli altezze con il monte Rotondo (2.625 metri), il monte d'Oro (2.389 metri), il monte Renoso (2.357 metri) e il monte Incudine (2.136 metri). Tra il monte Rotondo ed il monte Renoso si apre il valico più importante che permette di passare dall'uno all'altro versante: la Foce di Vizzavona (tra Aiaccio ed Aleria).
Dopo il monte Incudine la catena comincia ad abbassarsi e termina con i monti della Cagna sulle bocche di Bonifacio, formando coste molto alte e rocciose (con altezze variabili dai 20 ai 500 metri).
Molti contrafforti partono dalla catena principale specialmente verso occidente, mentre il versante orientale si abbassa più dolcemente.